# Teorema de Desargues

Os lados correspondentes dos triângulos, quando estendidos, se encontram em pontos sobre uma linha chamada de eixo de perspectiva (r). As linhas que percorrem vértices correspondentes dos triângulos se encontram em um ponto chamado centro de perspectiva (O). O teorema de Desargues garante que a verdade da primeira condição é necessária, e suficiente, para a verdade da segunda.

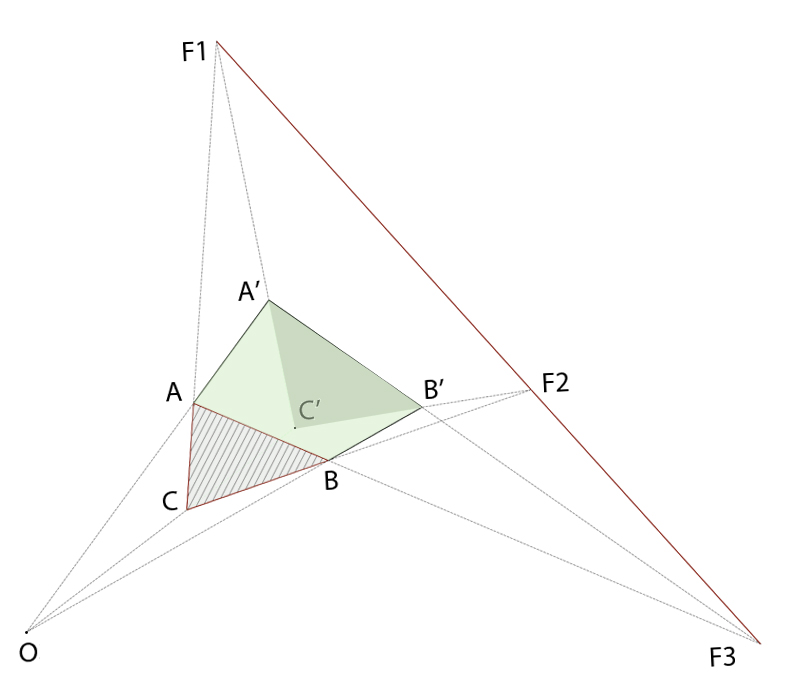
Teorema de Desargues no espaço tridimensional. O, A', B' e C' são vértices de uma pirâmide. ABC é uma seção dessa pirâmide. AC ∩ A'C' = F1, BC ∩ B'C' = F2 e AB ∩ A'B' = F3, logo, F1, F2 e F3 são colineares.

Na geometria projetiva, o teorema de Desargues,[nota 1] enunciado em 1648, afirma que:
Dois triângulos estão em perspectiva axial se, e somente se, estiverem em perspectiva central. Quando o teorema é estudado no espaço tridimensional, o eixo de perspectiva é a reta de fuga (também conhecida como linha do horizonte).